# Adamu Ciroma
Adamu Ciroma (Potiskum, 20 de novembro de 1934 - Abuja, 5 de julho de 2018) foi um político e o governador nigeriano do Banco Central da Nigéria. 

## Carreira
Nascido em Potiskum, Yobe Estado. Ele foi um membro do Povo, do Partido Democrático.
Morreu em 5 de julho de 2018, aos 84 anos.